# Chrysolarentia mecynata
Chrysolarentia mecynata là một loài bướm đêm thuộc họ Geometridae. Chúng được tìm thấy ở Úc.
Sải cánh dài khoảng 20 mm.

## Hình ảnh

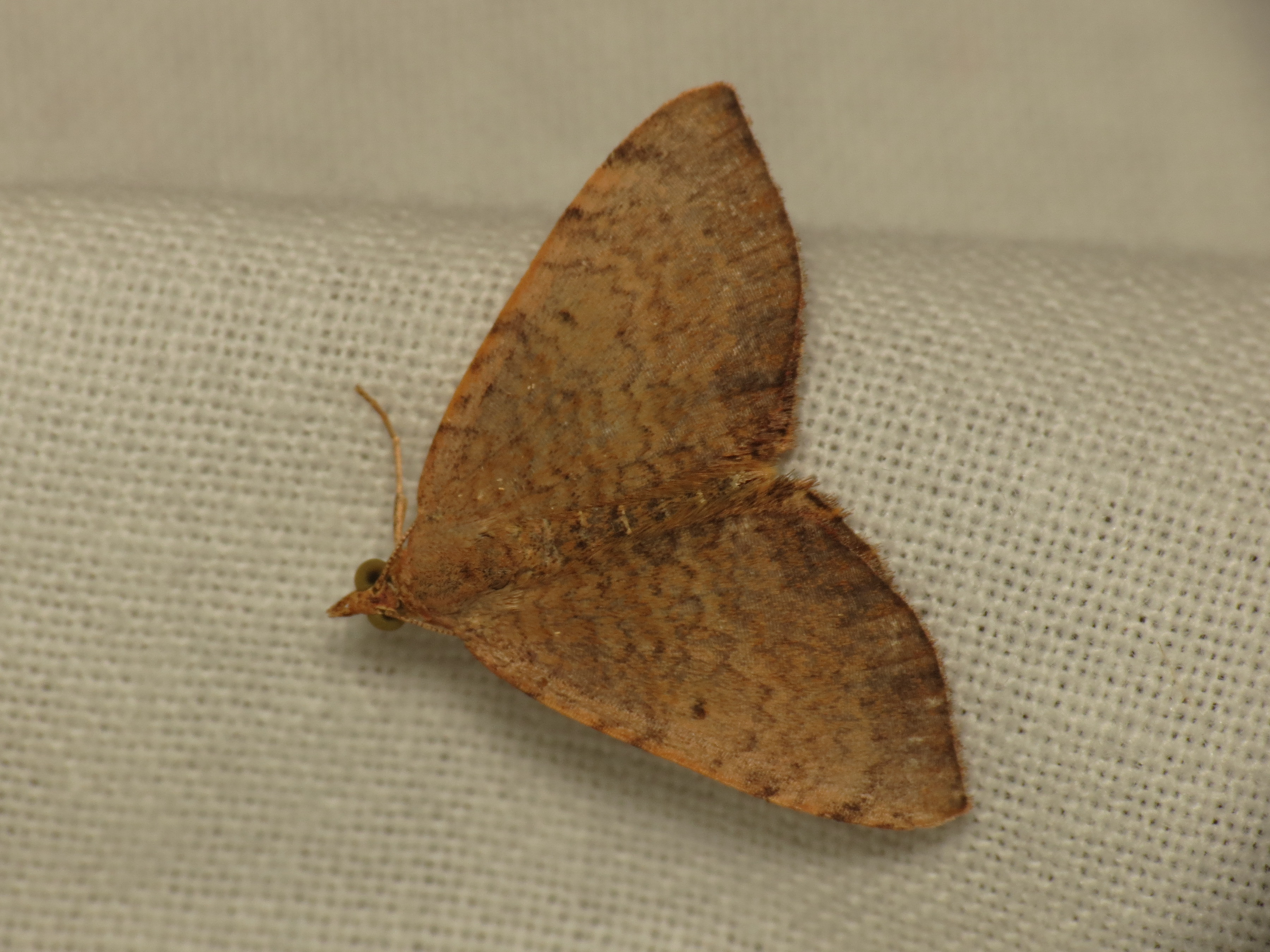
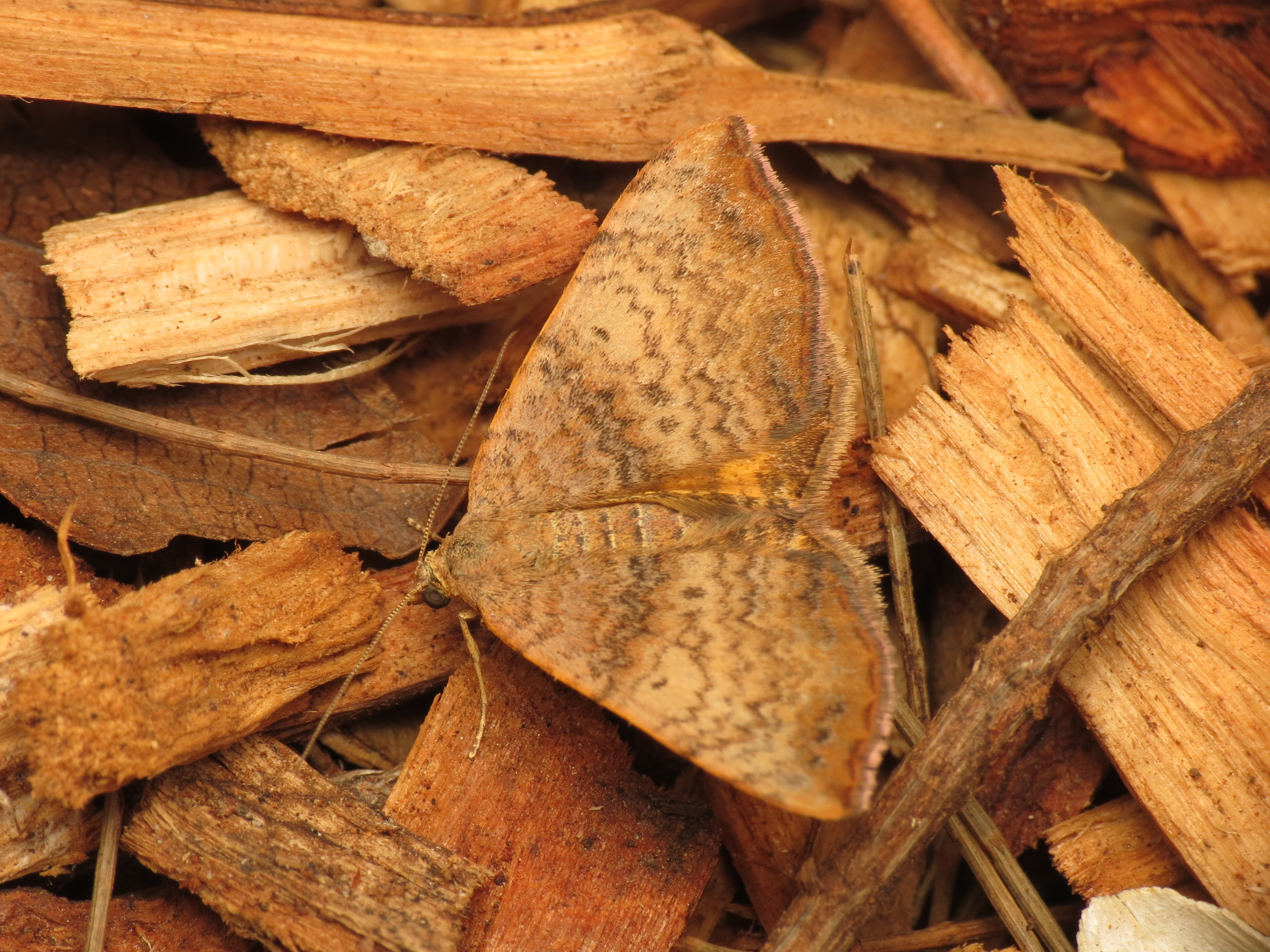
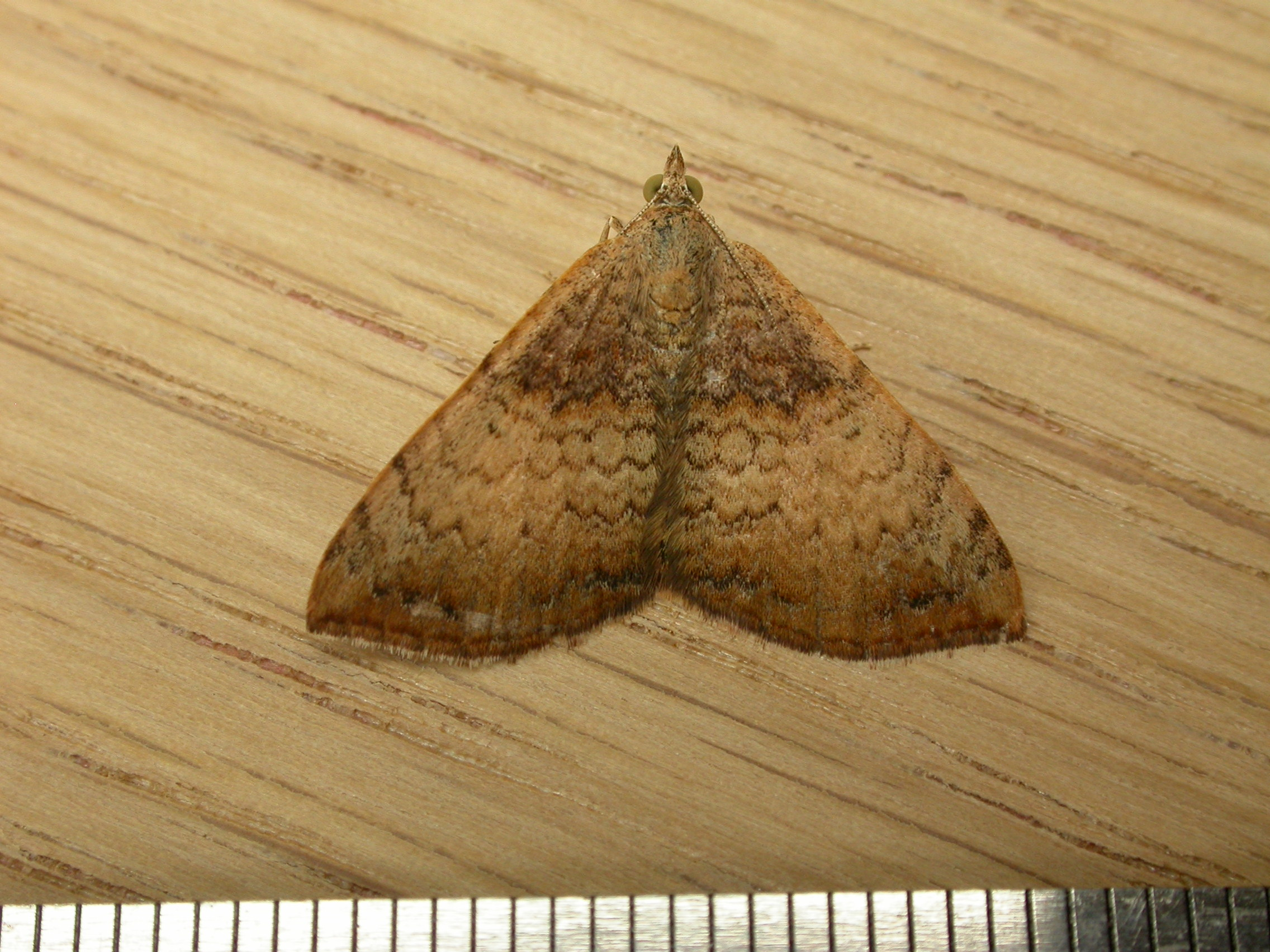
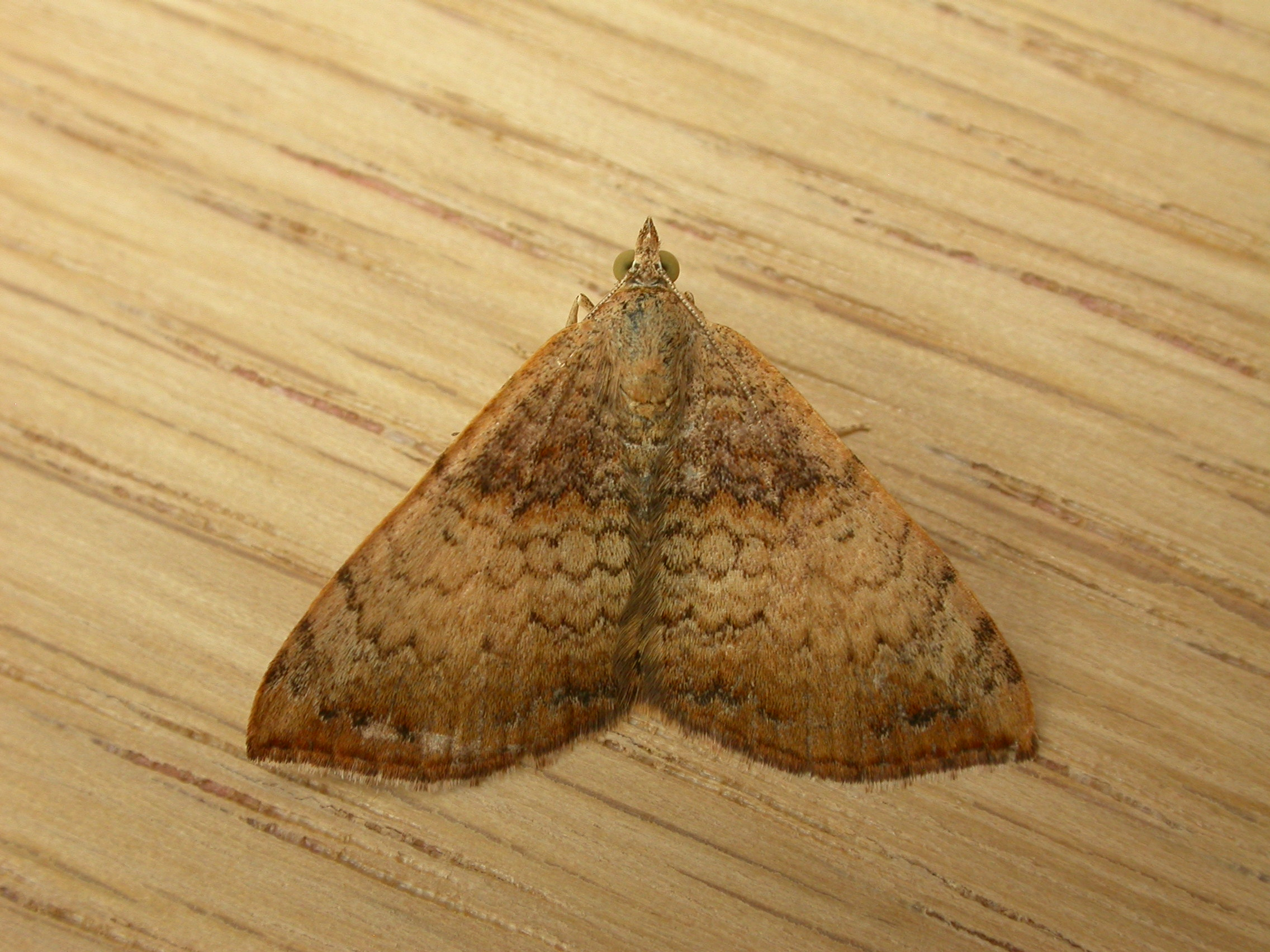